# Волынщинский сельсовет (Пензенская область)
Волы́нщинский сельсове́т — административно-территориальное образование в Бековском районе Пензенской области, наделённое статусом сельского поселения.

## География
Волынщинский сельсовет расположен на юго-востоке Бековского района и граничит на севере — с Миткирейским и Мошковским сельсоветами Бековского района, на востоке — с Мошковским сельсоветом Бековского района и Сердобским районом Пензенской области, на юге — с Ртищевским районом Саратовской области, на западе — с пгт. Беково, Вертуновским и Миткирейским сельсоветами Бековского района. Расстояние до районного центра пгт. Беково — 9 км, до областного центра г. Пенза — 145 км, до ближайшей железнодорожной станции пассажирского сообщения Вертуновская (расположена в селе Сосновка Бековского района) — 26 км. Территория сельсовета представляет собой ландшафт чернозёмной степи, рельеф волнистый, изрезанный оврагами. Леса занимают 25,6 % территории и представлены берёзой, дубом, осиной. Площадь сельсовета составляет 19364 га. По территории Волынщинского сельсовета протекает река Хопёр.

## Население
| 2002  | 2010  | 2011  | 2012  | 2013  | 2014  | 2015  |
| ----- | ----- | ----- | ----- | ----- | ----- | ----- |
| 1799  | ↘1590 | ↘1576 | ↘1531 | ↘1510 | ↘1485 | ↘1457 |
| 2016  | 2017  | 2018  | 2021  |       |       |       |
| ↘1435 | ↘1425 | ↘1393 | ↘1237 |       |       |       |

## Населённые пункты
В состав поселения входят следующие населённые пункты:
- село Волынщино — административный центр сельсовета;
- село Хованщино;
- посёлок Плодосовхоз;
- посёлок Советский;
- деревня Жуково.

| населённый пункт   | Волынщино | Жуково | Плодсовхоз | Советский | Хованщино |
| ------------------ | --------- | ------ | ---------- | --------- | --------- |
| количество жителей | 457       | 20     | 498        | 186       | 415       |

## Экономика
Экономика сельсовета представлена предприятиями сельского хозяйства: ООО А/Ф «Плодпром-Беково», Бековский филиал ОАО НПГ «Сады Придонья», крестьянско-фермерскими хозяйствами, личными подсобными хозяйствами, занимающимися выращиванием зерновых культур, плодовых деревьев, а также производством молочно-мясной продукции.

## Инфраструктура
На территории Волынщинского сельсовета расположены 2 почтовых отделения (в посёлке Плодсовхоз и в селе Хованщино), 7 магазинов, спортзал, 3 сельских клуба (в сёлах Волынщино, Хованщино, посёлке Плодсовхоз), 3 библиотеки (в сёлах Волынщино, Хованщино, посёлке Плодсовхоз), начальная школа (в селе Волынщино), 3 фельдшерско-акушерских пункта (в посёлке Плодсовхоз, сёлах Волынщино, Хованщино), филиал Сбербанка России (в селе Хованщино).
На территории сельсовета газифицированы сёла Волынщиино, Хованщино, посёлки Плодсовхоз, Советский. Централизованное водоснабжение имеется во всех населённых пунктах сельсовета, кроме деревни Жуково.

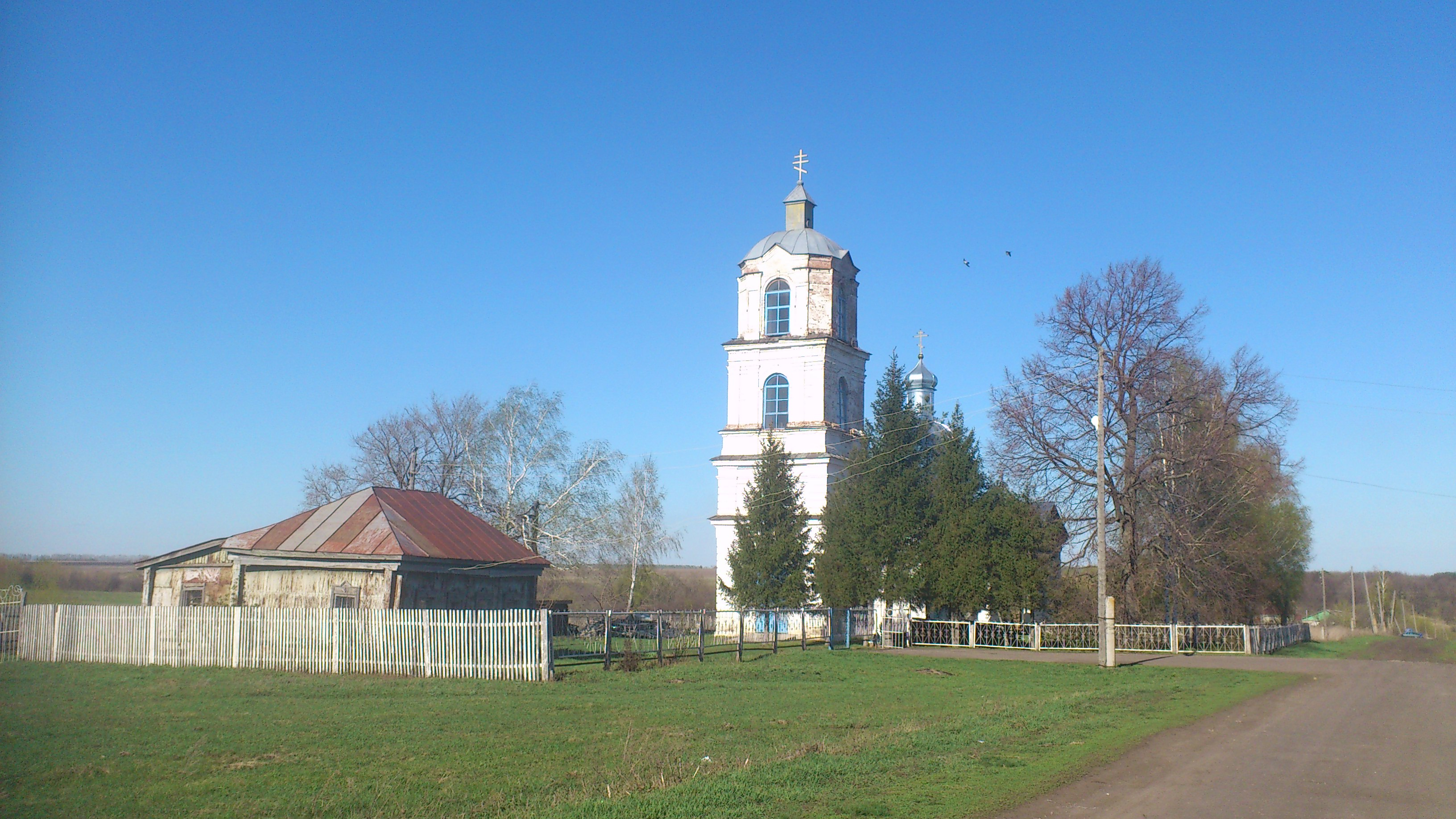
Введенская церковь в селе Хованщино

По территории Волынщинского сельсовета проходит автодорога регионального значения
«Тамбов — Пенза» — Беково — с асфальтовым покрытием, обеспечивающая транспортную связь с районами Пензенской области (в том числе с районным центром пгт Беково). К селу Хованщино проложена автодорога с асфальтовым покрытием.

## Достопримечательности
- Церковь Введенская с интерьером 1818—1895 годов (в селе Хованщино);
- 7 курганов I—II века до н. э.

## Администрация
442943, Пензенская область, Бековский район, с. Волынщино, ул. Шоссейная,17. Тел.: +7 84141 54-410.
Главой администрации Волынщинского сельсовета является Селивёрстова Наталия Владимировна.